# Spirit Zone Records
Spirit Zone Records to wydawnictwo muzyki elektronicznej z Niemiec, działające w latach 1994–2005.  
Wydawnictwo jest znane z takich projektów jak: Space Tribe, Electric Universe, Shiva Chandra, Ololiuqui, SUN Project, Patchwork, Etnica, Star Sound Orchestra.